# Fairmount Marine

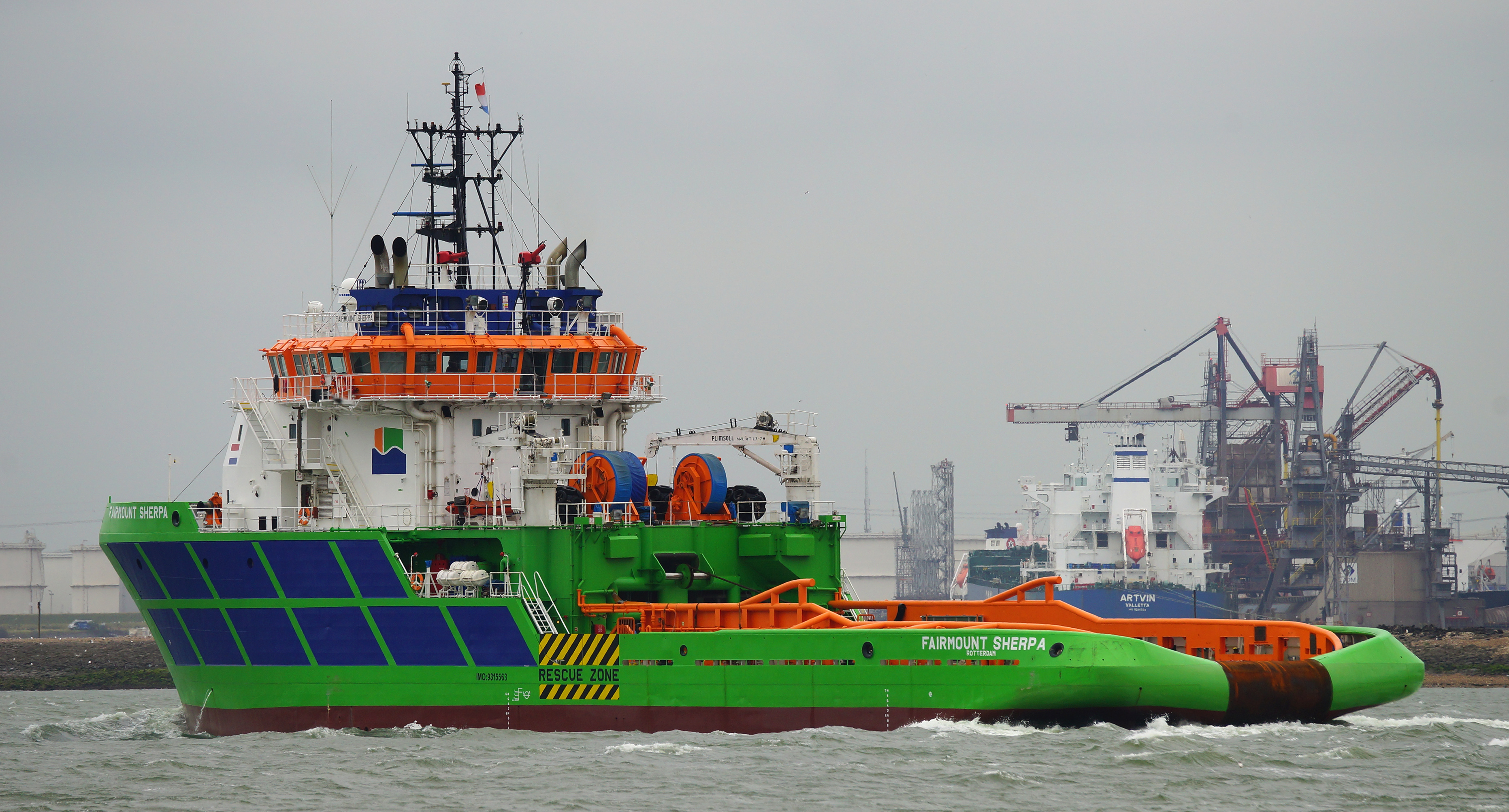
Fairmount Sherpa in 2015

Fairmount Marine BV is een Papendrechtse rederij op het gebied van de zeesleepvaart op de lange afstand. Het bedrijf beschikt over een vloot moderne superslepers met een trekkracht van 200 ton.

## Geschiedenis
Het bedrijf werd in 1991 opgericht door Henk J. van den Berg, die in 2015 werd benoemd tot Ridder in de Orde van Oranje-Nassau. In 2007 verkocht Van den Berg zijn bedrijf aan Louis Dreyfus Armateurs. Sinds 2014 is het een dochteronderneming van Boskalis.

## Lijst van door Fairmont gebruikte slepers
- Fairmount Sherpa
- Fairmount Summit
- Fairmount Alpine
- Fairmount Glacier
- Fairmount Expedition
- Fairmount Fuji
- GAVEA Lifter